# Christopher Priest (novel·lista)
Christopher Mackenzie Priest (14 de juliol de 1943 - 2 de febrer de 2024) va ser un novel·lista i escriptor de ciència-ficció britànic. Les seves obres inclouen Fugue for a Darkening Island, The Inverted World, The Affirmation, The Glamour, The Prestige, i The Separation.
Priest va estar fortament influenciat per la ciència-ficció de H. G. Wells i l'any 2006 va ser nomenat Vicepresident de l'H. G. Wells Society.

## Primers de la vida
Christopher Mackenzie Priest va néixer a Cheadle, Cheshire, Anglaterra, el 14 de juliol de 1943.
De petit, Priest va passar una estona de vacances al comtat anglès de Dorset. Aquí va explorar l'antic fort del Maiden Castle, prop de Dorchester, que més tard utilitzaria com a ubicació per a la novel·la A Dream of Wessex. Va començar a escriure poc després de deixar l'escola i va ser un escriptor independent a temps complet a partir de 1968.

## Carrera
La primera història de Priest, "The Run", es va publicar el 1966. Antic comptable i auditor de comptes, es va convertir en escriptor a temps complet el 1968. Una de les seves primeres novel·les , The Affirmation, tracta d'un home traumatitzat que aparentment s'endinsa en un món delirant en el qual experimenta un llarg viatge a un arxipèlag d'illes exòtiques. Aquest escenari apareix a moltes de les històries curtes de Priest, la qual cosa planteja la qüestió de si l'arxipèlag dels somnis és realment una fantasia. L'estat d'ànim que es descriu en aquesta novel·la és similar al del pacient psicoanalític de fantasia delirant ("Kirk Allen") a The Fifty-Minute Hour de Robert Lindner, o el presoner torturat de Jack London a The Star Rover.
Priest també va tractar realitats alternatives delirants a A Dream of Wessex, en què un grup d'experimentadors d'un projecte del govern britànic estan connectats amb el cervell a una màquina d'hipnosi i participen conjuntament en un imaginari però tan real com a futur real en una illa de vacances a la costa d'una Gran Bretanya soviètica.
Les seves darreres novel·les inclouen The Islanders (2011), ambientada a l'arxipèlag dels somnis, i The Adjacent (2013), una narració multifilament amb personatges recurrents.
Sobre els girs argumentals de la seva narració, Priest va dir a un entrevistador el 1995, "els meus xocs es basen en una inversió sobtada devastadora del que el lector sap o creu."

### Productes llicenciats
Priest va escriure la novel·la producte llicenciat per acompanyar la pel·lícula de David Cronenberg de 1999 EXistenZ, que conté temes de les novel·les A Dream of Wessex  i The Extremes. Aquests temes inclouen la qüestió de fins a quin punt podem confiar en allò que creiem que és la realitat i els nostres records.
Es va acostar a Priest per escriure històries per a les temporades 18a i 19a de Doctor Who. El primer, "Sealed Orders", va ser un thriller polític basat en Gallifrey encarregat per l'editor de guions Douglas Adams; finalment es va abandonar a causa de problemes d'script i es va substituir per "Warriors' Gate". El segon, "The Enemy Within", també va ser finalment abandonat a causa de problemes de guió i el que Priest va percebre com un tracte insultant després que se li va demanar que modifiqués el guió per incloure la mort d'Adric. Va ser substituït per "Earthshock". Priest va rebre el pagament mentre el productor de Doctor Who John Nathan-Turner i l'editor de guions Eric Saward es van veure obligats a escriure una carta de disculpa pel tracte a l'escriptor.
La pel·lícula de la seva novel·la The Prestige es va estrenar el 20 d'octubre de 2006. Va ser dirigida per Christopher Nolan i protagonitzada per Christian Bale i Hugh Jackman. Malgrat les diferències entre la novel·la i el guió, Nolan estava tan preocupat que el desenllaç es mantingués com a sorpresa que l'edició vinculada del llibre de l'editorial nord-americana es va impedir que utilitzés cap imatge de la pel·lícula.

### Pseudònims
Priest va utilitzar els pseudònims de John Luther Novak i Colin Wedgelock, generalment per a novel·les de pel·lícules. A més de la novel·lització eXistenZ (que va soscavar el pseudònim en incloure la biografia de Priest a la pàgina del títol), ha novel·lat les pel·lícules Mona Lisa (com John Luther Novak) i Curtcircuit (com a Colin Wedgelock). Priest va cooperar amb l'autor britànic de ciència-ficció David Langford en diverses empreses sota la marca Ansible.

### Altres escrits
Priest va escriure per a The Guardian des del 2002, en gran part obituaris de figures com Robert Sheckley, Stanislaw Lem, Jack Williamson, Diana Wynne Jones, John Christopher i molts més.

## Premis i honors
Priest va guanyar quatre vegades el Premi BSFA a la millor novel·la: el 1974 per Inverted World; el 199 8per The Extremes; el 2002 per The Separation i el 2011 per The Islanders.
Priest va guanyar el James Tait Black Memorial Prize per a la ficció i el World Fantasy Award (per The Prestige).
Priest va guanyar el premi BSFA de ficció curta el 1979 pel conte "Palely Loitering", i va ser nominat als Premis Hugo en les categories de millor novel·la, millor novel·la curta, millor relat i Millor llibre de no ficció (aquest últim per The Book on the Edge of Forever també conegut com Last Deadloss Visions), una exploració de l'antologia inèdita Last Dangerous Visions. The Space Machine va guanyar el premi Internacional de SF al Premi Ditmar de 1977 (The Locus Index to SF Awards: 1977 Ditmar Awards). L'assaig de Priest de 1979 "The Making of the Lesbian Horse" (publicat com a llibre de capítols de Novacon) fa una mirada humorística a les arrels de la seva aclamada novel·la Inverted World. Va ser convidat d'honor al Novacon 9 el 1979 i al Novacon 30 el 2000, i a la 63a Convenció Mundial de Ciència Ficció el 2005.
El 1983 Priest va ser nomenat un dels 20 Granta Best of Young British Novellists. El 1988 va guanyar el Premi Kurd Laßwitz per The Glamour com a millor llibre de ficció estrangera.
Entre el 7 de novembre i el 7 de desembre de 2007, el Chelsea College of Art and Design va tenir una exposició a la seva galeria Chelsea Space inspirada en la novel·la de Priest The Affirmation. Va seguir "temes d’història persona i memòria (que) a través de la lent d'una forma d'interpretació més antagònica i crítica, pretén apuntar cap a un punt de vista obertament positiva sobre la pràctica de l'art contemporani per sobre de qualsevol fixació malenconiosa tradicional".

## Vida personal
Priest va viure a Devon, i més tard a l'Illa de Bute.Va estar casat amb l'escriptora Lisa Tuttle de 1981 a 1987, i de 1988 a 2011 amb Leigh Kennedy, with whom he had twins. He later lived with speculative fiction writer Nina Allan fins a la seva mort, moment en què Allan s'havia convertit en la seva dona.
Va morir a causa d'un carcinoma de cèl·lules petites el 2 de febrer de 2024, a l'edat de 80 anys.

### Novel·les
- Indoctrinaire. London: Faber and Faber, 1970.
- Fugue for a Darkening Island. London: Faber and Faber, 1972. Nominat al Campbell, 1973.[14]
- The Inverted World. London: Faber and Faber, 1974. Guanyadors del BSFA, 1974,[10] Hugo Award nominee, 1975.[23]
- The Space Machine. London: Faber and Faber, 1976.
- A Dream of Wessex (US title The Perfect Lover). London: Faber and Faber, 1977.
- The Affirmation. London: Faber and Faber, 1981. Nominat al BSFA, 1981.[24]
- The Glamour. London: Jonathan Cape, 1984. Nominat al BSFA, 1984.[25]
- Short Circuit. Sphere Books, 1986. (novel·litzada com a Colin Wedgelock)
- Mona Lisa. Sphere Books, 1986. (novel·litzada com a John Luther Novak)
- The Quiet Woman. London: Bloomsbury, 1990.
- The Prestige. London: Simon and Schuster, 1995. Nominat al BSFA, 1995;[26] World Fantasy Award winner, James Tait Black Memorial Prize winner, Clarke Awards nominee, 1996.[14]
- The Extremes. London: Simon and Schuster, 1998. Guanyadors del BSFA, 1998;[11] Nominat al Premi Clarke, 1999.[27]
- eXistenZ. Harper, 1999. (novel·lització de pel·lícula)
- The Separation. Scribner, 2002. Old Earth Books 2005—Guanyadors del BSFA, 2002;[12] Guanyador del Premi Clarke, nominat al Premi Campbell, nomenat al Premi Sidewise, 2003.[28]
- The Islanders. Gollancz, 2011. Guanyador del BSFA, 2011; Campbell Award winner, 2012.
- The Adjacent. Gollancz, 20 June 2013.[29]
- The Gradual. Gollancz, 2016.
- An American Story. Gollancz, 2018.[30]
- The Evidence. Gollancz, 2020.
- Expect Me Tomorrow. Gollancz, 2022.
- Airside. Gollancz, 2023.[31]

### Col·leccions de narracions curtes
- Real-time World. Faber and Faber, 1975. Reeditat 2009.
- An Infinite Summer. Faber and Faber, 1979. Tres contes reeditats a The Dream Archipelago.
- The Dream Archipelago. Earthlight, 1999. Reissued 2009.
- Ersatz Wines – Instructive Short Stories GrimGrin Studio, 2008. Antologia de primers trebaglls.
- Episodes, Gollancz, 2019.

### Relat breu aantologia, també com a editor
- Anticipations. Faber and Faber, 1978. ISBN 0571112072 OCLC 472695502 ASIN 0571112072

- Watson, Ian. Indhold:The Very Slow Time Machine
- Sheckley, Robert. Is That What People Do?
- Shaw, Bob. Amphitheatre
- Priest, Christopher. The Negation
- Harrison, Harry. The Greening Of The Green
- Disch, Thomas M.. Mutability
- Ballard, J.G.. One Afternoon At Utah Beach
- Aldiss, Brian W.. A Chinese Perspective

### Guions
- The Stooge. 2010 or 2011.[32][33]

### Selecció de no ficció
- Your Book of Film-Making. London: Faber and Faber, 1974.
- The Making of the Lesbian Horse. Novacon 9 per al Birmingham Science Fiction Group, 1979. Priest va assistir com a convidat d'honor.
- The Book on the Edge of Forever. Seattle: Fantagraphics, 1993.
- "Christopher Priest's Top 10 Slipstream Books". 2003. Un assaig per a The Guardian de Londres, que enumera deu novel·les fonamentals del gènere slipstream, incloent obres de J. G. Ballard, Angela Carter, Borges, Steve Erickson i Steven Millhauser.[34]
- "Pròleg" a 100 Must-Read Science Fiction Novels de Stephen E. Andrews i Nick Rennison. London: A&C Black Academic and Professional/Bloomsbury Publishing, 2006. ISBN 978-0-7136-7585-6.
- The Magic – The Story of a Film. Hastings: GrimGrin Studio, 2008.
- "La Jetée". Assaig a Cinema Futura: Essays on Favourite Science Fiction Movies, editat per Mark Morris. PS Publishing, 2010. ISBN 978-1-84863-095-6.[35]